# Blue Cove-Pond Cove
Blue Cove-Pond Cove is een designated place (DPL) in de Canadese provincie Newfoundland en Labrador. De censusdivisie bevindt zich aan de noordwestkust van het eiland Newfoundland.

## Geografie
Blue Cove-Pond Cove bestaat uit Blue Cove en Pond Cove, twee kleine dorpen die gelegen zijn aan de noordwestkust van het Great Northern Peninsula, het meest noordelijke gedeelte van Newfoundland. Blue Cove is ongeveer dubbel zo groot als Pond Cove en ligt 3 km ten zuiden ervan.

## Demografie
De DPL werd voor het eerst gebruikt bij de volkstelling van 2001. Voorheen werden de twee plaatsen nog als aparte entiteiten beschouwd. Blue Cove-Pond Cove heeft, net als de meeste afgelegen gebieden van Newfoundland, te maken met een proces van ontvolking door vergrijzing en emigratie. Tussen 2001 en 2021 daalde de bevolkingsomvang van 178 naar 95. Dat komt neer op een daling van 83 inwoners (-46,6%) in twintig jaar tijd.
| Demografische ontwikkeling van Blue Cove-Pond Cove tussen 2001 en 2021 |
| ---------------------------------------------------------------------- |
|                                                                        |
| Bron: Statistics Canada (1991–1996, 2001–2006, 2011–2016, 2021)        |

In 2021 werd Blue Cove-Pond Cove door Statistics Canada beschouwd als zijn een locality.